# John Gustavson
John Gustav Gustavson, född 25 december 1886 i byn Nöbbele, söder om Värnamo, Jönköpings län, död 4 maj 1958 i Klippan i Kristianstads län, var en svensk rektor och kulturskribent.
John Gustavson tog studenten i Jönköping 1906 och studerade därefter vid Lunds universitet, där han 1909 blev fil. kand. och 1914 fil. lic. i filosofi. Licentiatavhandlingen handlade om den amerikanske filosofen och psykologen William James och hade titeln William James religionsfilosofi och religionspsykologi. Gustavsons handledare var Efraim Liljeqvist.
Åren 1910-12 var John Gustavson lärare vid Skaraborgs läns folkhögskola i Stenstorp, nuvarande Axevalla folkhögskola. 1914 flyttade han till Klippan, där han blev föreståndare för Klippans högre folkskola. 1918 blev han rektor för kommunala mellanskolan och 1931 adjunkt och rektor för Klippans statliga allmänna gymnasium och realskola, vilket han var fram till sin pensionering.
1920 blev Gustavson ledamot av Arbetarnas bildningsförbunds studiekommitté för filosofiska och religiösa frågor.
Gustavson publicerade bokrecensioner och artiklar om filosofi och litteratur i bland annat följande tidskrifter och tidningar: Nya Argus, Ord och Bild, Finsk Tidskrift, Forum (utgivare: Torgny Segerstedt (1914-1917) och Anton Blanck (1917-1923), Det nya Sverige, Svensk humanistisk tidskrift (utgivare: Vilhelm Lundström), Stockholms-Tidningen, Nya Dagligt Allehanda och Svenska Dagbladet. 
Gustavson skrev inledningen till Människans dolda krafter och andra essayer, en essäsamling av William James, som utkom 1919 i svensk översättning av August Carr, på bokförlaget Björck & Börjesson, i serien Berömda filosofer.